# ASPTT Mulhouse Volley-Ball 2020-2021
Questa voce raccoglie le informazioni riguardanti l'ASPTT Mulhouse Volley-Ball nelle competizioni ufficiali della stagione 2020-2021.

## Organigramma societario
Area direttiva
- Presidente: Daniel Braun

Area tecnica
- Allenatore: François Salvagni
- Allenatore in seconda: Christophe Magail, Magali Magail

## Rosa
| N° | Nome                   | Ruolo | Data di nascita   | Nazionalità sportiva |
| -- | ---------------------- | ----- | ----------------- | -------------------- |
| 1  | Héléna Cazaute         | S     | 17 dicembre 1997  | Francia              |
| 2  | Myriam Mebarek Falouti | P     | 27 maggio 2002    | Francia              |
| 3  | Megan Viggars          | P     | 31 gennaio 1994   | Regno Unito          |
| 4  | Ivana Vanjak           | S     | 30 maggio 1995    | Germania             |
| 5  | Tessa Polder           | C     | 10 ottobre 1997   | Paesi Bassi          |
| 6  | Manon Jaegy            | L     | 25 ottobre 2001   | Francia              |
| 7  | Geōrgia Lamprousī      | C     | 27 gennaio 1993   | Grecia               |
| 8  | Léonor Henni           | S     | 22 settembre 2003 | Francia              |
| 9  | Léa Soldner            | L     | 10 febbraio 1996  | Francia              |
| 10 | Madison Bugg           | P     | 4 agosto 1994     | Stati Uniti          |
| 11 | Jelena Novaković       | O     | 18 aprile 1995    | Serbia               |
| 12 | Anna Haak              | O     | 19 settembre 1996 | Svezia               |
| 13 | Laetitia Moma Bassoko  | O     | 9 ottobre 1993    | Camerun              |
| 14 | Anna Manzanero         | S     | 20 luglio 2001    | Francia              |
| 16 | Léandra Olinga-Andela  | C     | 12 agosto 1997    | Camerun              |
| 17 | Andra Artin            | S     | 21 febbraio 2000  | Romania              |
| 18 | Julia Casadei          | L     | 19 maggio 2004    | Francia              |
| 19 | Emeline Kalt           | P     | 14 febbraio 2003  | Francia              |
| 20 | Christina Bauer        | C     | 1º gennaio 1988   | Francia              |